# Octavio Fantoni
Octavio Fantoni, noto anche col nome italianizzato Ottavio Fantoni II e conosciuto in Brasile come Nininho (Belo Horizonte, 4 aprile 1907 – Roma, 8 febbraio 1935), è stato un calciatore brasiliano naturalizzato italiano, di ruolo mediano.

## Biografia
Octavio Fantoni nasce a Belo Horizonte il 4 aprile 1907, secondo della dinastia dei Fantoni.
È il cugino dei 3 fratelli calciatori, ovvero: João, Leonízio e Orlando.

## Carriera

### Club
Arriva in Italia, acquistato dalla Lazio proveniente dalla Palestra Italia insieme al cugino João (Fantoni I) nella stagione 1930-1931 (l'anno successivo li raggiungerà anche Leonízio - detto Fantoni III o Niginho - fratello di João). Fin dall'inizio della sua carriera con i capitolini diventa subito titolare inamovibile.
Con la Lazio salta pochissime partite fino al fatale 20 gennaio 1935, quando, in una partita contro il Torino, si ferisce al naso. Non sembra nulla di grave e invece viene colpito da un'infezione che, dopo due settimane di tremende sofferenze, lo conduce alla morte l'8 di febbraio, lasciando due figlie, di sette ed otto anni, che avevano da poco perso anche la madre. Nella successiva partita contro il Livorno, i biancocelesti, privi dei due cugini Juan e Leonisio, si impongono per 2-0.
Il suo bilancio complessivo con la Lazio è di 107 presenze di campionato e 4 gol.

### Nazionale
Grazie alle sue origini toscane, viene anche convocato ed impiegato una volta in Nazionale il 25 marzo 1934 nell'incontro vinto contro la Grecia per 4-0.

## Statistiche

### Presenze e reti nei club
| Stagione        | Squadra         | Campionato | Campionato | Campionato |
| Stagione        | Squadra         | Comp       | Pres       | Reti       |
| --------------- | --------------- | ---------- | ---------- | ---------- |
| 1929-1930       | Palestra Itália | ?          | ?          | ?          |
| 1930-1931       | Lazio           | A          | 10         | 0          |
| 1931-1932       | Lazio           | A          | 28         | 2          |
| 1932-1933       | Lazio           | A          | 26         | 1          |
| 1933-1934       | Lazio           | A          | 31         | 1          |
| 1934-1935       | Lazio           | A          | 13         | 1          |
| Totale Lazio    | Totale Lazio    |            | 108        | 5          |
| Totale carriera | Totale carriera |            | 108+       | 5+         |

### Cronologia presenze e reti in nazionale
| Cronologia completa delle presenze e delle reti in nazionale ― Italia | Cronologia completa delle presenze e delle reti in nazionale ― Italia | Cronologia completa delle presenze e delle reti in nazionale ― Italia | Cronologia completa delle presenze e delle reti in nazionale ― Italia | Cronologia completa delle presenze e delle reti in nazionale ― Italia | Cronologia completa delle presenze e delle reti in nazionale ― Italia | Cronologia completa delle presenze e delle reti in nazionale ― Italia | Cronologia completa delle presenze e delle reti in nazionale ― Italia |
| Data                                                                  | Città                                                                 | In casa                                                               | Risultato                                                             | Ospiti                                                                | Competizione                                                          | Reti                                                                  | Note                                                                  |
| --------------------------------------------------------------------- | --------------------------------------------------------------------- | --------------------------------------------------------------------- | --------------------------------------------------------------------- | --------------------------------------------------------------------- | --------------------------------------------------------------------- | --------------------------------------------------------------------- | --------------------------------------------------------------------- |
| 25-3-1934                                                             | Milano                                                                | Italia                                                                | 4 – 0                                                                 | Grecia                                                                | Qual. Mondiali 1934                                                   | 0                                                                     |                                                                       |
| Totale                                                                |                                                                       | Presenze                                                              | 1                                                                     |                                                                       | Reti                                                                  | 0                                                                     |                                                                       |

## Palmarès

### Club
- Campionato Mineiro: 2

Palestra Itália: 1929, 1930